# Rohožník, Malacky
Rohožník este o comună slovacă, aflată în districtul Malacky din regiunea Bratislava. Localitatea se află la altitudinea de 201 m deasupra n.m., se întinde pe o suprafață de 27,44 km2 și în 2017 număra 3.523 de locuitori.

## Istoric
Localitatea Rohožník este atestată documentar din 1397.

## Demografie
| An:                | 1994 | 2004   | 2014   | 2024   |
| ------------------ | ---- | ------ | ------ | ------ |
| Număr de persoane: | 3321 | 3480   | 3466   | 3523   |
| Diferență:         |      | +4,78% | −0,40% | +1,64% |

| An:                | 2023 | 2024   |
| ------------------ | ---- | ------ |
| Număr de persoane: | 3551 | 3523   |
| Diferență:         |      | −0,78% |